# 수필러브
《수필러브》는 2021년에 개봉한 대한민국의 영화이다.

## 캐스팅
- 김희철 : 희철 역
- 이봄 : 리아 역
- 유호재 : 기정 역
- 김창헌 : 순현 역
- 문주하 : 지윤 역
- 강애심 : 미정 역
- 김주현 : 주현 역
- 주현정 : 현정 역
- 유우종 : 학생 1 역 (특별출연)
- 양리라 : 학생 2 역 (특별출연)
- 주세환 : 학생 3 역 (특별출연)